# Dentoparaparchites
Dentoparaparchites is een geslacht van uitgestorven kreeftachtigen uit de klasse van de Ostracoda (mosselkreeftjes).

## Soorten
- Dentoparaparchites permianus (Zalanyi, 1974) Kozur, 1985 †
- Dentoparaparchites pustulosus Kozur, 1985 †
- Dentoparaparchites zalanyii Kozur, 1985 †